# Impatiens bonii
Impatiens bonii är en balsaminväxtart som beskrevs av Joseph Dalton Hooker. Impatiens bonii ingår i släktet balsaminer, och familjen balsaminväxter. Inga underarter finns listade i Catalogue of Life.